# 自由级邮轮

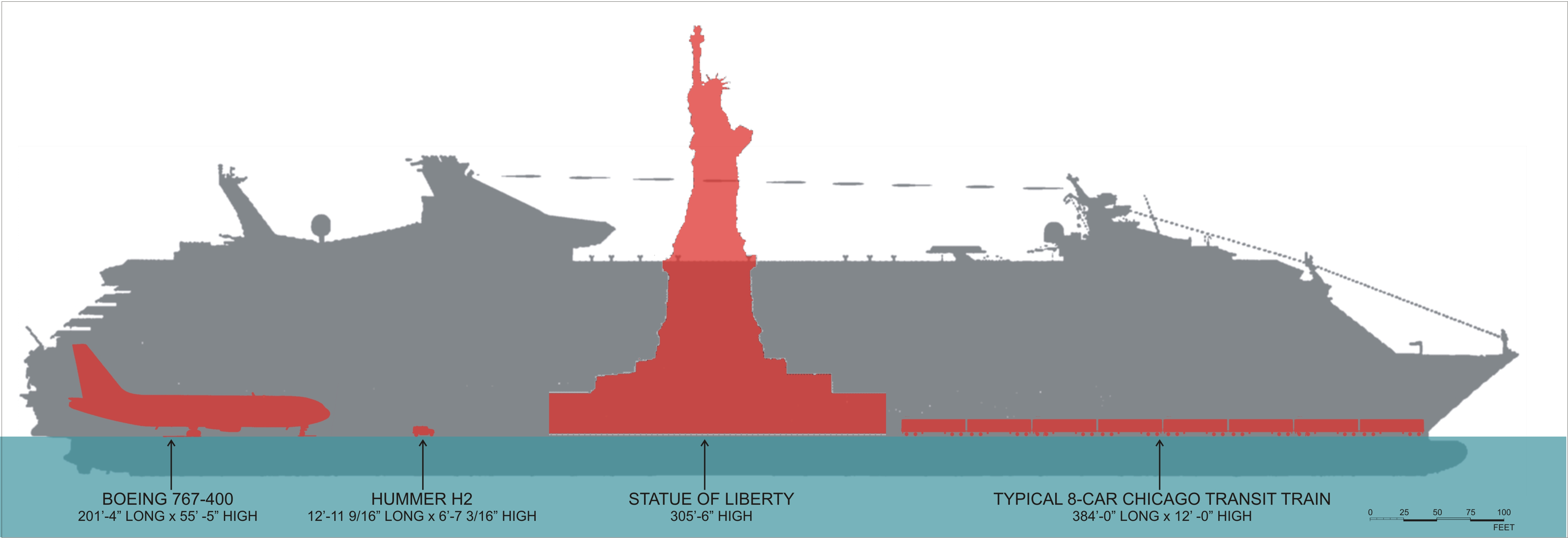

自由级邮轮（Freedom class cruise ship）是皇家加勒比国际游轮的一個船級，總噸位達158,000吨，船長339米，高63.7米，曾经是全世界最大的郵輪級別。現有船隻包括海洋自由号、海洋自主号以及海洋独立号。